# Чарлс Едвард Тејлор
Чарлс Едвард Тејлор (енгл. Charles Edward Taylor; Серо Гордо, 24. мај 1868 — Лос Анђелес, 30. јануар 1956), познатији као механичар браће Рајт, био је конструктор и направио први мотор за једрилицу браће Рајт и на тај начин од једрилице је направљен први авион.

## Биографија
Рођен је у месту Серо Гордо у Илиноису 24. маја 1868. као прво дете Вилета и Елмире Тејлор. Отац му је био фармер. Чарлс је радио све и свашта а нарочито га је занимала механика. Када је завршио гимназију у Линколну 1887. године отишао је у Калифорнију и неко време радио као геометар. Веома је често мењао послове и послодавце у суштини тражио је себе док се 1901. године није запослио код браће Рајт. Доласком Чарлија, како су га сви звали, Рајтови су могли да се потпуно посвете послу који је за њих био важнији (развоју ваздухоплова) а Чарли је оправљао бицикле и одржавао је радионицу. Уз свој посао је и усавршавао њихов аеродинамички тунел који је био направљен од отпадака из радионице.
Када браћа Рајт нису на тржишту могли да пронађу мотор одговарајућих карактеристика Чарлс Тејлор је прионуо на посао да направи одговарајући мотор. Браћа Рајт су, заједно са Чарлијем, одлучили да мотор буде линијски, лежећи (хоризонталан), четвороцилиндрични и хлађен водом. Све остало је препуштено Чарлију. Градња мотора почела после Божића 1902. године а мотор је тестиран јуна следеће године. У ово време треба урачунати и чекање на одливке, јер су неки били уништени током испитивања.
Последње године живота провео је сам, приликом једне шетње се онесвестио и пао. Однет је у градску болницу Лос Анђелеса и уписан као непознат случај. Чим се за његов случај сазнало, Удружење произвођача авиона му је обезбедило смештај у врхунском приватном санаторијуму Фархил у долини Сан Фернандо. У овом санаторијуму је умро 30. јануара 1956. године у 87. години живота. Сахрањен је 3. фебруара 1956. године. Његово тело је пренето 25. марта 1956. године у Бурбенк у Портал Склопљених Крила. То место је намењено пионирима авијације и ту су сахрањене многе угледне личности чији је велики допринос развоју ваздухопловства. Приликом преноса његових посмртних остатака Изабела Шефер је изјавила: Ми смо се сви овде скупили да одамо пошту и признање човеку који је направио мотор који је претворио једрилицу у авион.